# 愛原亞里沙
愛原亞里沙（日语：／ Aihara Arisa，1995年11月29日—），日本女性配音員。出身於北海道。Earth Star Dream前成員。Mausu Promotion所屬。身高150cm。AB型血。

## 經歷
2014年，在EARTH STAR Entertainment主辦的全國聲優大獎賽中獲得評審團鼓勵獎，並從此擔任Earth Star Dream的隊長。該團體的形象顏色為紅色。
畢業於專門學校東京廣播學院廣播聲優科。
2017年12月底，她從Earth Star Dream畢業，並離開經紀公司。
2018年4月，作為Mausu Promotion附屬訓練學校第33期生入所。
2019年12月起，擔任Melonbooks官方吉祥物的聲音。
2020年4月1日起，隸屬於Mausu Promotion。

## 人物
特長：舞蹈，學生時期曾經加入舞蹈社。她也參加過全國高中舞蹈訓練錦標賽。即使在Earth Star Dream活動期間，她也為多首歌曲設計了編舞。
除了配音活動外，她還以的名義作為DJ參加動畫歌曲俱樂部DJ活動。
其他興趣、特長有鋼琴、生存遊戲、無人機、迴旋踢。
除了將《庫洛魔法使》視為她最喜歡的動畫外，她還表示，認識《通靈王》中飾演恐山安娜的林原惠啟發了她成為一名配音員。

## 演出
粗體字表示主要角色。
團內活動詳情請參閱「Earth Star Dream」。

### 電視動畫
2015年
- 血型小將ABO系列（2015年—2016年，女子、女型、♀型）2系列[系列 1]
- 庭球社（園童2）

2016年
- 兔龜（色葉似穗經土[13]、女學生C）
- 魔法少女什麼的已經夠了啦。（店員、貓、魔法少女A、海水浴客B）

2019年
- 魔法少女特殊戰明日香（怪物、操作員B）
- 偶像活動 on Parade！（2019年—2020年，觀眾）

2020年
- BanG Dream！3rd Season（工作人員、中學生D）
- IDOLiSH7 Second BEAT！（觀眾B）

2022年
- 終末的後宮（一條奈都[14]）
- 神渣☆偶像（攝影師）
- 遊☆戲☆王GO RUSH!!

2023年
- 久保同學不放過我（女學生A）
- 物之古物奇譚（女孩子）
- BanG Dream! It's MyGO!!!!!（羽丘學生C）
- 能幹貓今天也憂鬱（街上的人、青）

2024年
- 轉生貴族憑鑑定技能扭轉人生（芭芭拉）
- 浪客劍心 京都動亂（旅籠仲居）

### 網路動畫
- Mausu動物園（2021年—，鼯鼠的亞里沙）

### 遊戲
2016年
- 幻獸姬（獨角兔）
- 劍靈（小猿、魔氣人偶阿嘉莎）

2017年
- 遙遠異鄉Granvilier（席尼）

2018年
- WAR OF BRAINS（日语：WAR OF BRAINS）（忠嬌女僕尼爾[15]、忠嬌女僕琳澤[15]、萬能球體 R.A.P.O[15]）

2019年
- 神玉亂鬥 （页面存档备份，存于）（芙蘿拉、萊絲利）

2020年
- 解神者:X2（朱雀）
- 棕色塵埃（日语：ブラウンダスト）（志穗）
- 決鬥大師 PLAY'S（霞）
- 惡魔72（2020年—2023年，菲洛塔努斯[16]）
- 問答RPG 魔法使與黑貓維茲（米克·佩魯佩魯[17]）
- 劍客物語（阿南克[18]、讓達克[18]、尼克[18]）
- 幻獸契約Cryptract（日语：幻獣契約クリプトラクト）（米里亞姆）

2021年
- 動物朋友3（阿德利企鵝）
- PORTE MIRAGE（凱倫）
- 怪物彈珠（2021年—2022年，斯瑪修[19]、絲卡蒂[20]）
- 蒼藍誓約（唐柯爾克[21]、亞馬遜）

2022年
- 誓約少女（日语：誓約少女 〜祝砲の元に集いし戦姫たち〜）（神通、金剛、春月）

2023年
- 蔚藍檔案（2023年—2024年，下倉惠[22]）
- 碧藍航線（2023年—2024年，亞德）
- 蕾斯萊莉婭娜的鍊金工房 ～忘卻的鍊金術與極夜的解放者～（菈菈·托羅凱爾[23]）
- 緋染天空 Heaven Burns Red（屋代前輩）

2024年
- 白荊迴廊[24]
- 聖劍傳說 瑪娜幻象（馬德琳[25]）
- 賽馬娘 Pretty Derby 熱血喧鬧大感謝祭！

### 廣播劇CD
- 有點可愛的女子高中拷問社（2016年，三上愛瑠[26]）
- Earth Star Dream 情境喜劇廣播劇CD系列「冬」（2016年，小豆島朱音）
- 雙人部屋（日语：ふたりべや）（2019年，梓）
- 甜瓜少女廣播劇CD（2020年，甜瓜）

### 外語配音

#### 電影
- 刺客學妹[27]

### 有聲漫畫
- （2020年，菊池芹香[28]）

### 有聲劇場
- 雙人部屋（日语：ふたりべや）（2019年—2020年，梓）[注 1]

### 廣播節目
※記號表示網路廣播。
- A&G ARTIST ZONE Earth Star Dream的THE CATCH（日语：A&G ARTIST ZONE THE CATCH）（2015年4月6日—6月29日，超！A&G+）※
- 中島由貴、愛原亞里沙的正中島（2017年7月14日—2018年1月26日，niconico直播）※[29]
- 春瀨、愛原的從車站徒步只要5分鐘，1LDK租金85,000日元（2021年—，niconico直播）※[30]

### 舞台
- 舞台版庭球社 ～學姊與四處走走的時間們～ 導演剪輯版（2016年3月16日—3月21日，日本藝術專門學校（日语：日本芸術専門学校）大森校劇場）—飾 鈴木綾子、西新井大師西（二角）

### 朗讀劇
- 女學生S的戀文（2018年3月9日、11日，LIVE BOX Gaba-Sugoka）
- Short Story Girls #13（2018年3月30日，目黑鹿鳴館（日语：目黒鹿鳴館））[31]

### 柏青哥
- CR我要成為世界最強偶像（2017年，旁白[32]）

### 旁白
- 讓我們來做FC町田澤維亞吧 ～做澤維亞～（日语：FC町田ゼルビアをつくろう〜ゼルつく〜）（2021年—，AbemaTV）[注 2]

## 音樂作品
Earth Star Dream活動詳情請參閱「Earth Star Dream」。

### 角色歌曲
| 發行日期 | 商品名稱               | 歌                                                                                          | 樂曲   | 備註                     |
| 2016年   | 2016年                 | 2016年                                                                                      | 2016年 | 2016年                   |
| -------- | ---------------------- | ------------------------------------------------------------------------------------------- | ------ | ------------------------ |
| 5月25日  | 奔跑！兔龜高校網球社!! | 兔龜高中網球社 feat. 古平助（高尾奏音）、馬場宮子（曾我部英理）、色葉似穗經土（愛原亞里沙） | 「」   | 電視動畫《兔龜》相關歌曲 |

## 腳註

## 外部連結
- 愛原亞里沙｜Mausu Promotion （日語）
- 愛原亞里沙的X（前Twitter） （日語）
- 愛原亞里沙的Instagram帳戶 （日語）
- 愛原亞里沙｜Earth Star Dream，存于 （日語）
- ，存于 （日語）—愛原亞里沙的官方個人部落格。